# ペニトア・フィノア
ペニトア・フィノア（Penitoa Finau、1993年12月17日 - ）は、スーパーラグビー・パシフィック、モアナ・パシフィカに所属するラグビー選手。

## プロフィール
- ニュージーランド・ハミルトン出身[1]。
- ポジションはフランカー(FL)、ナンバーエイト(No.8)。
- 身長 185cm、体重 97kg
- トンガ代表キャップ数は1(2025年1月現在）でラグビーワールドカップ2023のトンガ代表に選ばれた[2]。

## 略歴
カウンティー・マヌカウ、CRテクニッコ、ベイ・オブ・プレンティを経て、2022年、モアナ・パシフィカに加入。